# Convention on the Conservation of Migratory Species of Wild Animals
De Convention on the Conservation of Migratory Species of Wild Animals, ook bekend als de Convention on Migratory Species (CMS) of de Conventie van Bonn, is een internationaal verdrag met het doel migrerende diersoorten te beschermen. Het verdrag werd in 1979 in Bonn (Duitsland) getekend onder auspiciën van de Verenigde Naties.
Inmiddels hebben meer dan honderd staten zich bij het verdrag aangesloten, die zich daarmee tot doel stellen om de diersoorten te beschermen die in Bijlage I van de conventie worden genoemd. Ook verplichten ze zich de habitats van deze soorten te beschermen of herstellen en obstakels voor migratie weg te nemen. Bijlage II van het verdrag bevat een lijst van diersoorten voor welke internationale samenwerking op regionaal of wereldwijd niveau nodig is. 
Het verdrag dient als een raamwerk waarbinnen aparte deelverdragen kunnen worden gesloten. Tot nu toe zijn deelverdragen gesloten voor:
- Europese vleermuizen (het EUROBATS-verdrag)
- Walvissen in de Middellandse Zee, Zwarte Zee en de Atlantische Oceaan
- Kleine walvissen in de Oostzee en Noordzee (het ASCOBANS-verdrag)
- Zeehonden in de Waddenzee
- Watervogels die tussen Afrika en Eurazië migreren (het AEWA-verdrag)
- Albatrossen en stormvogels

Daarnaast zijn een aantal minder formele deelverdragen getekend, de zogenaamd Memoranda of Understanding. Deze hebben tot doel om de volgende soorten beschermen:
- De Siberische Witte Kraanvogel
- De Dunbekwulp
- Zeeschildpadden langs de Atlantische kust van Afrika
- Zeeschildpadden in de Indische Oceaan en langs de kusten van Zuidoost-Azië
- De Grote Trap in Centraal-Europa.
- De Waterrietzanger
- Het Bocharahert (Cervus elaphus bactrianus)
- De Afrikaanse olifant in West-Afrika
- De Saïga
- Walvissen in de Stille Oceaan
- Zes soorten trekkende haaien (witte haai, reuzenhaai, walvishaai, haringhaai, doornhaai, kortvinmakreelhaai en langvinmakreelhaai) (sinds feb. 2010).

De Conventie van Bonn wordt beheerd door een secretariaat in Bonn onder auspiciën van het United Nations Environment Programme. Daarnaast is er een Conference of the Parties, dat om de drie jaar bijeenkomt, en twee adviserende lichamen, het Standing Committee en de Scientific Council.
Het jaar 2007 werd uitgeroepen tot het Jaar van de Dolfijn op voorstel van de Conventie van Bonn en andere organisaties.